# Incident de Dalnegorsk
 (mai 2020).
Si vous disposez d'ouvrages ou d'articles de référence ou si vous connaissez des sites web de qualité traitant du thème abordé ici, merci de compléter l'article en donnant les références utiles à sa vérifiabilité et en les liant à la section « Notes et références ».
L'Incident de Dalnegorsk, plus connu sous le nom d'incident de Height 611, parfois[Quand ?] surnommé le Roswell russe[Par qui ?] (en raison de sa similitude avec l'affaire de Roswell qui a eu lieu 39 ans auparavant), fait référence à un présumé crash d'OVNI, le 29 janvier 1986 à Dalnegorsk, Kraï du Primorié, en Union soviétique, actuelle Russie.

## L'incident
Au soir du 29 janvier 1986, aux alentours de 20 heures, un OVNI (objet volant non identifié) est aperçu par les habitants de la ville de Dalnegorsk. Les témoins racontent que l'objet, rougeâtre et de la taille de « la moitié du disque lunaire », volait silencieusement et parallèlement au sol (l'objet volait à 54 km/h, et évoluait à 700 ou 800 mètres du sol).
Lorsque l'objet descend à 611 mètres (l’altitude de l'une des collines de Dalnegorsk), il commence à perdre de la hauteur puis s'écrase sur une colline à proximité. Les témoins (sauf un) affirment que l’objet n'a fait aucun bruit lorsqu’il a percuté le sol.
Les témoins oculaires décrivent différemment le processus de descente de l'objet. Certains affirment que l'objet est tombé en un éclair et qu'il n'était plus visible par la suite. D'autres prétendent qu'il oscillait en altitude au-dessus de la colline, émettant une lumière d'intensité variable à mesure qu'il montait ou descendait. La lumière émise par l'objet est décrite par certains témoins comme un feu de forêt.
Un groupe d’enquêteurs dépêché sur place découvre que des roches sur le site de l’impact contiennent des perles de métal argenté. Des analyses en laboratoire révèlent que ce métal est en fait un type de plomb différent de celui généralement trouvé dans les dépôts de plomb locaux. Des perles noires, vitreuses, en forme de gouttes et des fragments de mailles sont recueillies sur place. Au total, les enquêteurs échantillonnent environ 70 grammes de plomb, 5 grammes de fragments de mailles et 40 grammes de billes. Une mesure du niveau de radiation du sol à l’endroit du crash ne révèle rien d’anormal. Les enquêteurs filment le site du crash à l’aide de deux caméras différentes ; curieusement, les films, une fois développés, se révèlent vierges.

le ruisseau et la montagne Alien sont nommés avant la chute de l'OVNI

## Analyse chimique à proximité de la zone
Les analyses chimiques des billes ont montré que celles-ci étaient principalement composées de plomb, de silicium et de fer. Certaines des gouttes contenaient des quantités importantes de zinc, et des éléments de terres rares. Une analyse du sol, des roches et du bois brûlé prélevé sur le site de débarquement a également été réalisée. Il a été noté que la composition chimique était similaire à celle d’échantillons similaires prélevés sur le site de l’événement de la Toungouska, un événement  similaire, mais plus important ayant eu lieu en 1908. 
Les fragments de maillage ont également été analysés. Le matériau des fragments ne s'est pas dissous dans les acides forts ni dans les solvants organiques, même quand celui-ci est exposé à des températures élevées pendant une période prolongée. On a découvert que l’un des fragments de maille était composé de scandium, d’or, de lanthane, de sodium et de samarium. Une analyse d'un autre fragment de maille a montré de l'or, de l'argent et du nickel. Après que ce fragment a été chauffé sous vide, l'analyse n'a plus montré ces éléments; cependant, le molybdène et le rhénium ont été détectés.
La concentration en or détectée dans l'un des fragments de la maille était équivalente à 1 100 grammes par tonne métrique. C'est beaucoup plus élevé que les gisements aurifères de la région, qu'il devient rentable d'extraire lorsque la concentration en or atteint 4 grammes par tonne métrique. Il n'y a pas de gisements aurifères à Dalnegorsk qui contiennent de l'or à des concentrations suffisamment élevées pour en extraire.

## Affaires similaires
- Affaire de Roswell, en 1947
- l'événement de la Toungouska, en 1908
- l'événement de Vitim, en 2002
- l'Incident de Kecksburg, en 1965